# Gotham City Impostors
 (juillet 2012).
Si vous disposez d'ouvrages ou d'articles de référence ou si vous connaissez des sites web de qualité traitant du thème abordé ici, merci de compléter l'article en donnant les références utiles à sa vérifiabilité et en les liant à la section « Notes et références ».
Gotham City Impostors  est un jeu vidéo de tir à la première personne développé par Monolith Productions, sorti le 7 février 2012 sur Windows, PlayStation 3 et Xbox 360. Il est édité par Warner Bros. Interactive Entertainment. En août 2012, la version PC du jeu est devenue Free To Play.